# Cyathea bryophila
Cyathea bryophila är en ormbunkeart som först beskrevs av R. M. Tryon, och fick sitt nu gällande namn av George Richardson Proctor. Cyathea bryophila ingår i släktet Cyathea och familjen Cyatheaceae. Inga underarter finns listade.